# لینا مروان
لینا مروان بوزا (متولد ۱۹۷۰) نویسنده و استاد شیلیایی است.آثار او به زبان اسپانیایی نوشته شده ولی به ۱۲ زبان از جمله انگلیسی، ایتالیایی، پرتغالی، فرانسوی، و عربی و غیره ترجمه شده است. در سال ۲۰۱۱ او برنده جابزه جایزه آنا زگرس  برای کیفیت کارش و در سال ۲۰۱۲ برنده جایزه جایزه سور خوانا اینس د لا کروز برای رمان شد.در سال ۲۰۲۳ جایزه معتبر جایزه ادبیات ایبروآمریکایی خوزه دونوسو را دریافت کرد.

## زندگی
لینا مروانه، نویسنده و روزنامه‌نگار فرهنگی، متولد سانتیاگو، شیلی است و ریشه‌های فلسطینی و ایتالیایی دارد. او خواهرزاده نلی مروان (بازیگر) و کمدین ریکاردو مروانه می‌باشد. مروانه فعالیت حرفه‌ای خود را با نوشتن داستان و روزنامه‌نگاری فرهنگی آغاز کرد. در سال ۱۹۹۷، او موفق به دریافت کمک مالی از صندوق ملی توسعه فرهنگی و هنر شیلی (فوندارت) شد تا اولین مجموعه داستان کوتاه خود را به پایان برساند.
یک سال بعد، او کتاب "لاس اینفانتاس" را منتشر کرد که با استقبال بسیار مثبت منتقدان شیلیایی و همچنین روبرتو بولانیو، نویسنده مشهور، روبرو شد. بولانیو در فوریه ۱۹۹۹ دربارهٔ این نسل از نویسندگان شیلیایی نوشت:
«نسلی از نویسندگان (شیلیایی) هستند که قول می‌دهند همه را ببلعند. در صدر این نسل، به وضوح دو نام می‌درخشد: لینا مروانه و آلخاندرا کوستامانیا، و پس از آن‌ها نونا فرناندز و پنج یا شش زن جوان دیگر که به تمام ابزارهای ادبیات خوب مسلح هستند.»
پیش از عزیمت به نیویورک برای تحصیل در مقطع دکترای ادبیات اسپانیایی-آمریکایی در دانشگاه نیویورک، مروانه دو رمان منتشر کرده بود. در ایالات متحده، او در سال ۲۰۰۴ برای رمان 
"میوه فاسد" از بنیاد گوگنهایم و در سال ۲۰۱۰ برای "خون در چشم" از بنیاد ملی هنرها (NEA) کمک هزینه دریافت کرد.
در سال ۲۰۱۱، او موفق به دریافت جایزه جایزه آنا زگرس شد و یک سال بعد، بیستمین جایزه راهبه خوآنا اینِس د لا کروز را برای رمان "خون در چشم" در نمایشگاه بین‌المللی کتاب گوادالاخارا کسب کرد. هیئت داوران این جایزه متشکل از نویسندگان یولاندا آرروو پیزارو، آنتونیو اورتونیو ریورا و کریستینا ریورا گارزا بود.
امروز، لینا مروانه به عنوان استاد نویسندگی خلاق به زبان اسپانیایی در دانشگاه نیویورک (ان وای یو) تدریس می‌کند.

## آثار

### داستان‌های کوتاه
- اینفانتاس، سیاره، سانتیاگو، شیلی، ۱۹۹۸ (آهنگ ابدی، آرژانتین، ۲۰۱۰), شابک ‎۹۷۸۹۸۷۱۶۷۳۰۷۰
- حرص و طمع، صفحات فوم، اسپانیا، ۲۰۲۴

### رمان‌های ترجمه شده به انگلیسی
- «دیدن سرخ» ترجمه مگان مک‌داول، دیپ ولوم، آمریکا (انتشارات آتلانتیک، بریتانیا، ۲۰۱۶), شابک ‎۹۷۸۱۹۴۱۹۲۰۲۵۱; اصلی خون در چشم
- سیستم عصبی ترجمه شده توسط مگان مک داول، گری ولف، ایالات متحده آمریکا، 2021 (انتشارات آتلانتیک، انگلستان، 2021)؛ نسخه اصلی سیستما نرویوسو

### رمان‌های اسپانیایی
- پس از مرگ، سیاره، سانتیاگو، ۲۰۰۰ (کارگاه کتاب، پرتغال، ۲۰۰۱)
- حصارکشی شده، اتاق شخصی، سانتیاگو، ۲۰۰۰ (ویراستاران کونتا، سانتیاگو، 2014 با پیش درآمد لورنا آمارو)
- میوه فاسد، صندوق فرهنگ اقتصادی، سانتیاگو، ۲۰۰۷ (آهنگ ابدی، ۱۹۹۷), شابک ‎۹۷۸۹۵۶۲۸۹۰۶۰۱
- خون در چشم، اسب تروا، اسپانیا، ۲۰۱۲ (انتشارات پنگوئن رندوم هاوس), ۲۰۱۵)
- سیستم عصبی، انتشارات پنگوئن رندوم هاوس، شیلی و اسپانیا، ۲۰۱۹

### نمایشنامه‌ها
«پایی برای ایستادن نیست»، اقتباسی دراماتیک از رمان «میوه‌های فاسد» اثر نویسنده و کارگردان تئاتر شیلیایی، مارتین بالماسدا؛ نسخه دو زبانه با مقدمه گیلرمو کالدرون و ترجمه انگلیسی سارا توماس، دیاز گری ویراستاران، ۲۰۱۲ (گرمسیری جنوبی، اروگوئه، ۲۰۱۳)

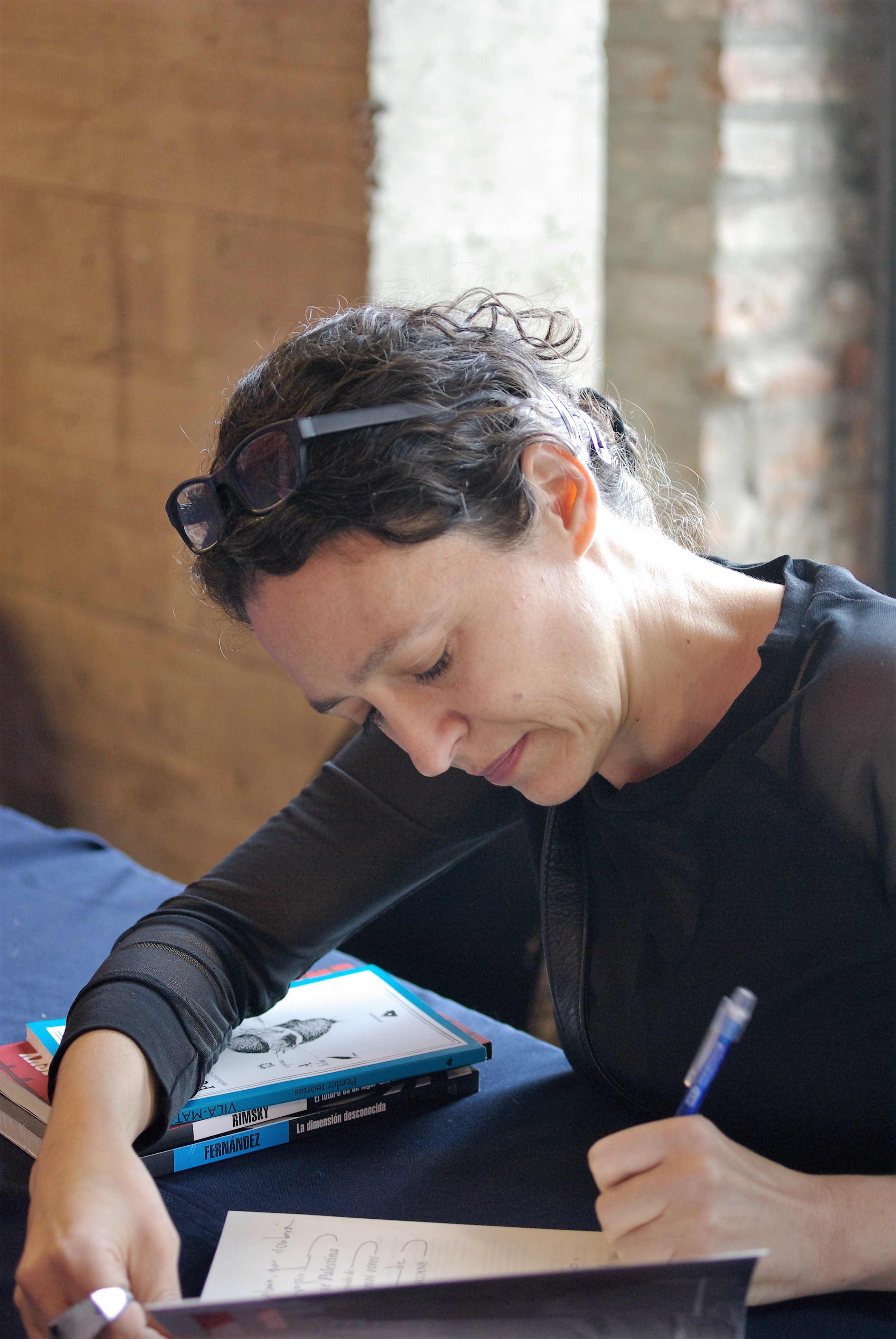
لینا در حال امضای کتاب‌هایش در جشنواره فرهنگی، ۲۰۱۶

### غیر داستانی
- سفرهای ویروسی. ردیابی ایدز در آمریکای لاتین، ترجمه آندره‌آ روزنبرگ, پالگریو مک‌میلان,
- ۲۰۱۴, شابک ‎۹۷۸۱۱۳۷۳۹۴۹۹۶; نسخه اصلی سفر ویروسی: بحران سرایت جهانی در نوشتار ایدز، مقاله، بنیاد فرهنگی اقتصادی، سانتیاگو ۲۰۱۲, شابک ‎۹۷۸۹۵۶۲۸۹۱۰۴۲
- ۲۰۱۳ فلسطینی شدن، کرونیکل، انتشارات لیترال، آمریکا / کوناکالتا، مکزیک، شابک ‎۹۷۸۹۵۶۸۲۲۸۸۶۶
- فلسطین تکه تکه شده، وقایع نگاری/مقاله شخصی؛ خانه تصادفی ادبیات، سانتیاگو، ۲۰۲۱
- ۲۰۱۴ علیه کودکان، مقاله-دیاتریب، تومبونا، مکزیک ، شابک ‎۹۷۸۹۵۶۹۷۶۶۶۲۶ و پنگوئن خانه تصادفی , ۲۰۱۸ شابک ‎۹۷۸۸۴۳۹۷۳۴۰۶۲
- منطقه کور، مقاله، انتشارات پنگوئن رندوم هاوس، ۲۰۲۱
- کنفرانس کوئیلتراها، مقاله، مناظره، ۲۰۲۴

### مقالات تصویری
پنج نفر در جستجوی شخصیت های خود، پروژه در حال انجام، قسمت اول به کارگردانی لوچانو میدان

### در مجلات انگلیسی زبان
دو خط (کالیفرنیا)، بمب (نیویورک)، بررسی ادبی (نیویورک)، آجر (کانادا)، ن+1 (نیویورک)، کلمات بدون مرز (نیویورک)، قایق مست (ایالات متحده)، بررسی سفید (بریتانیا)، مجله لیترو (بریتانیا)، کتاب قهوه‌ای (امارات متحده عربی)، مجانب (ایالات متحده)، و موارد دیگر به چندین زبان.

## کمک‌های مالی و جوایز
- ۱۹۹۷: کمک هزینه. شورای ملی هنر، فوندارت، شیلی، برای لاس اینفانتاس (شورای ملی فرهنگ و هنر)
- ۲۰۰۴: کمک هزینه. بنیاد جان سایمون گوگنهایم. بورسیه آمریکای لاتین و کارائیب برای میوه‌های خشک
- ۲۰۰۶: جایزه. بهترین رمان منتشر نشده، برای میوه فاسد (شورای ملی فرهنگ و هنر)[۳]
- ۲۰۱۰: کمک هزینه. بنیاد ملی هنر، NEA، برای فیلم «دیدن سرخ».
- ۲۰۱۱: جایزه. آنا سگرز-پریس، برای آثار ادبی‌اش[۳]
- ۲۰۱۲: جایزه. جایزه سور خوانا اینس د لا کروز، برای خون در چشم[۳]
- ۲۰۱۵: جایزه. جایزه موسسه فرهنگ شیلی-عرب، برای «فلسطین شدن»[۴]
- ۲۰۱۵: جایزه. نگاهی دیگر به کالاموس، برای میوه فاسد (ساراگوسا)[۵]
- ۲۰۱۷: گرانت. برنامه هنرمندان در برلین، سرویس تبادلات آکادمیک آلمان (سرویس تبادل آکادمیک آلمانی؛ برای سیستم عصبی.